# Ивцино (Ярославская область)
Ивцино  — деревня Охотинского сельского поселения Мышкинского района Ярославской области.
Деревня расположена на удалении около 300 м от правого, низкого и равнинного берега Волги, на расстоянии около 1 км вверх по течению от Ивцино стоит деревня Верхние Плостки, самая южная и самая верхняя по  деревня Охотинского сельского поселения. Ниже Ивцино по течению с интервалами около 1 км стоят деревня Нижние Плостки и село Учма. Вокруг этих четырёх компактно расположенных населённых пунктов по берегу Волги — низкое, местами заболоченное поле, окружённое заболоченными лесами, пересекаемыми мелиоративными канавами и ручьями, спрямлёнными мелиоративными работами. На расстоянии около 2 км к востоку, по лесу, проходит федеральная автомобильная трасса Р104 .
На 1 января 2007 года в деревне Ивцино числилось 9 постоянных жителей . Деревню обслуживает почтовое отделение, находящееся в селе Охотино..